# Rieden an der Kötz

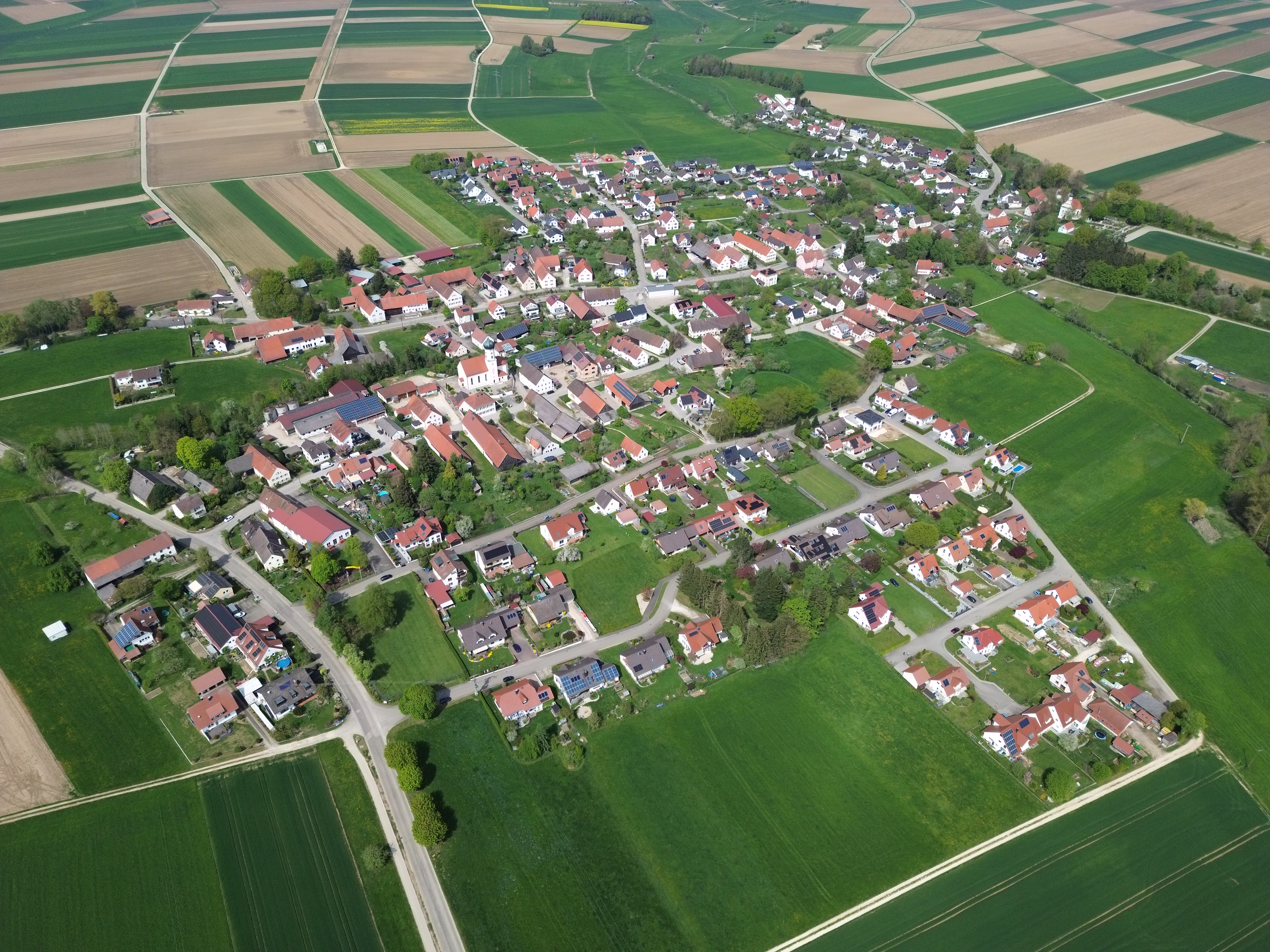
Rieden an der Kötz

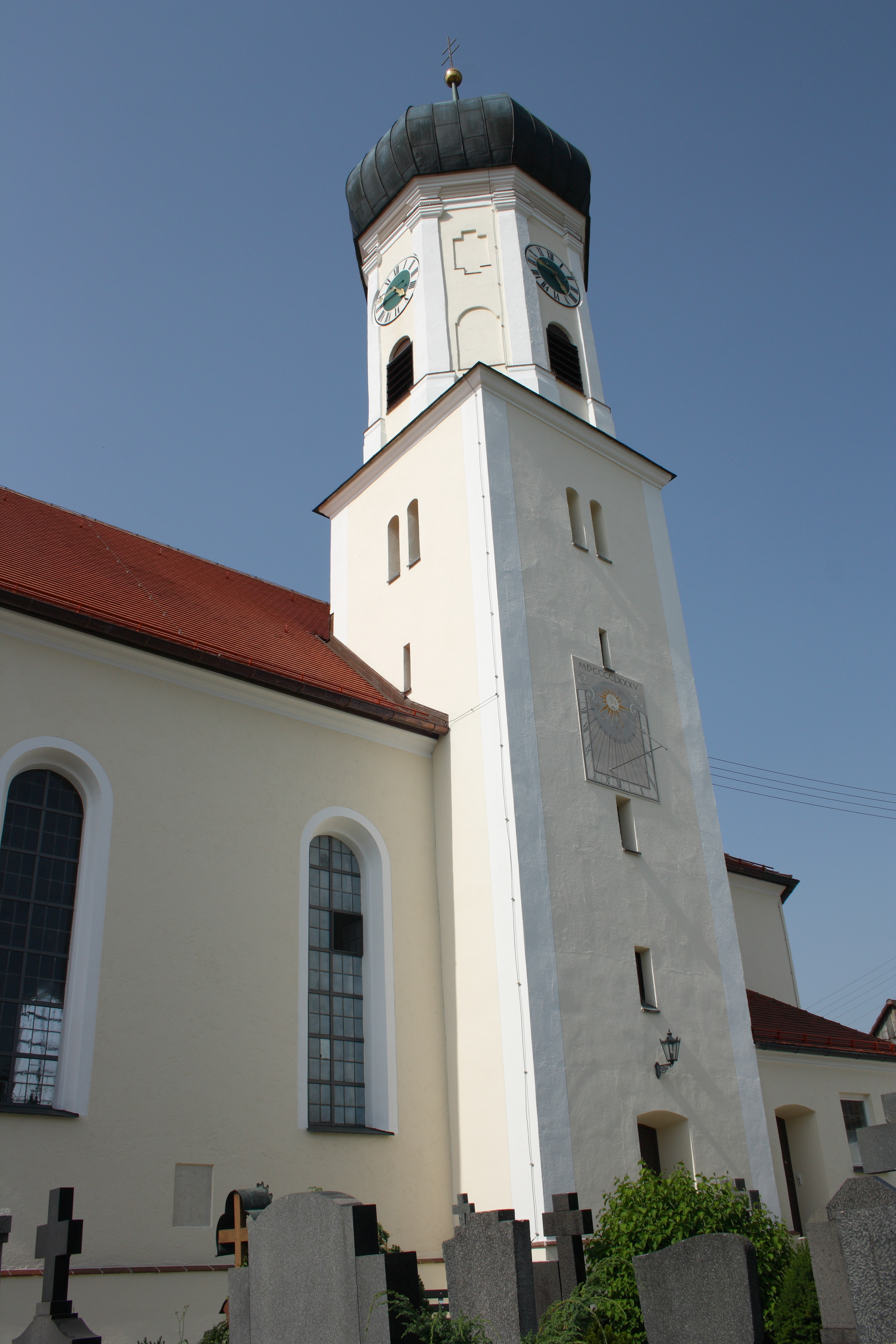
Kirche St. Mauritius

Rieden an der Kötz (amtlich Rieden a.d.Kötz) ist ein Stadtteil von Ichenhausen und eine Gemarkung im schwäbischen Landkreis Günzburg in Bayern. Bis 1. Mai 1978 bestand die Gemeinde Rieden.
Das Pfarrdorf Rieden an der Kötz liegt circa vier Kilometer nordwestlich von Ichenhausen und ist über die Staatsstraße 2023 zu erreichen.

## Geschichte
Die Herren von Roth waren seit dem 14. Jahrhundert im Besitz des Ortes. Deren Burg wird 1361 erstmals urkundlich erwähnt. Hans Dietrich von Roth musste 1656 Rieden an den Freiherrn Isaak von Volmar verkaufen. Seine Nachfahren besaßen Rieden bis 1791, als das Lehen an das Hochstift Augsburg zurückfiel. Im Jahr 1803 kam in Folge der Säkularisation der Ort zum Königreich Bayern. Das Schloss wurde 1807 abgerissen. Die Gemeinde Rieden a.d.Kötz mit einer Fläche von etwa 549 Hektar wurde im Zuge der Gebietsreform am 1. Mai 1978 in die Stadt Ichenhausen eingemeindet. Ihren höchsten Bevölkerungsstand hatte die Gemeinde im Jahr 1946 mit 695 Einwohnern. Am 31. Dezember 2008 hatte das Pfarrdorf 647 Einwohner.

## Wappen

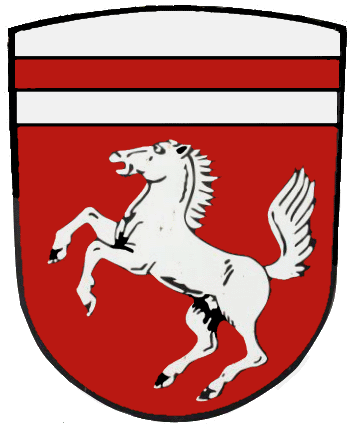
Wappen Rieden a.d. Kötz

Das Wappen Riedens zeigt einen weißen, aufbäumenden Hengst vor rotem Grund mit 2 weißen Streifen oberhalb. 

## Sehenswürdigkeiten
Siehe auch: Liste der Baudenkmäler in Rieden an der Kötz
- Katholische Pfarrkirche St. Mauritius, erbaut 1847/48, Umgestaltung durch Michael Kurz im Jugendstil 1913/14 (Weihe am 23. Mai 1914), Sanierung 2016/17.
- Wallfahrtskirche Hl. Dreifaltigkeit